# Z-Ro (album)
Z-Ro è il quinto album in studio del rapper statunitense Z-Ro, pubblicato nel 2002.

## Tracce
1. What's My Name? – 3:59
2. Look at Me – 3:29
3. Mirror, Mirror on the Wall – 3:08
4. All Night Long (featuring Billy Cook & D.P.) – 3:22
5. Still Standing (featuring Lil' Flex & Big Mello) – 3:39
6. Sunshine (featuring Lil' KeKe) – 3:56
7. How Does It Feel? – 3:54
8. Dirty Work (featuring Black Mike & Pharaoh) – 3:52
9. Still in the Hood – 4:32
10. R.I.P. – 4:15
11. Hard Times (featuring Trae) – 4:53
12. Life Is a Bitch (featuring Billy Cook) – 4:12
13. Shelter from da Storm – 3:25